# Illustration botanique

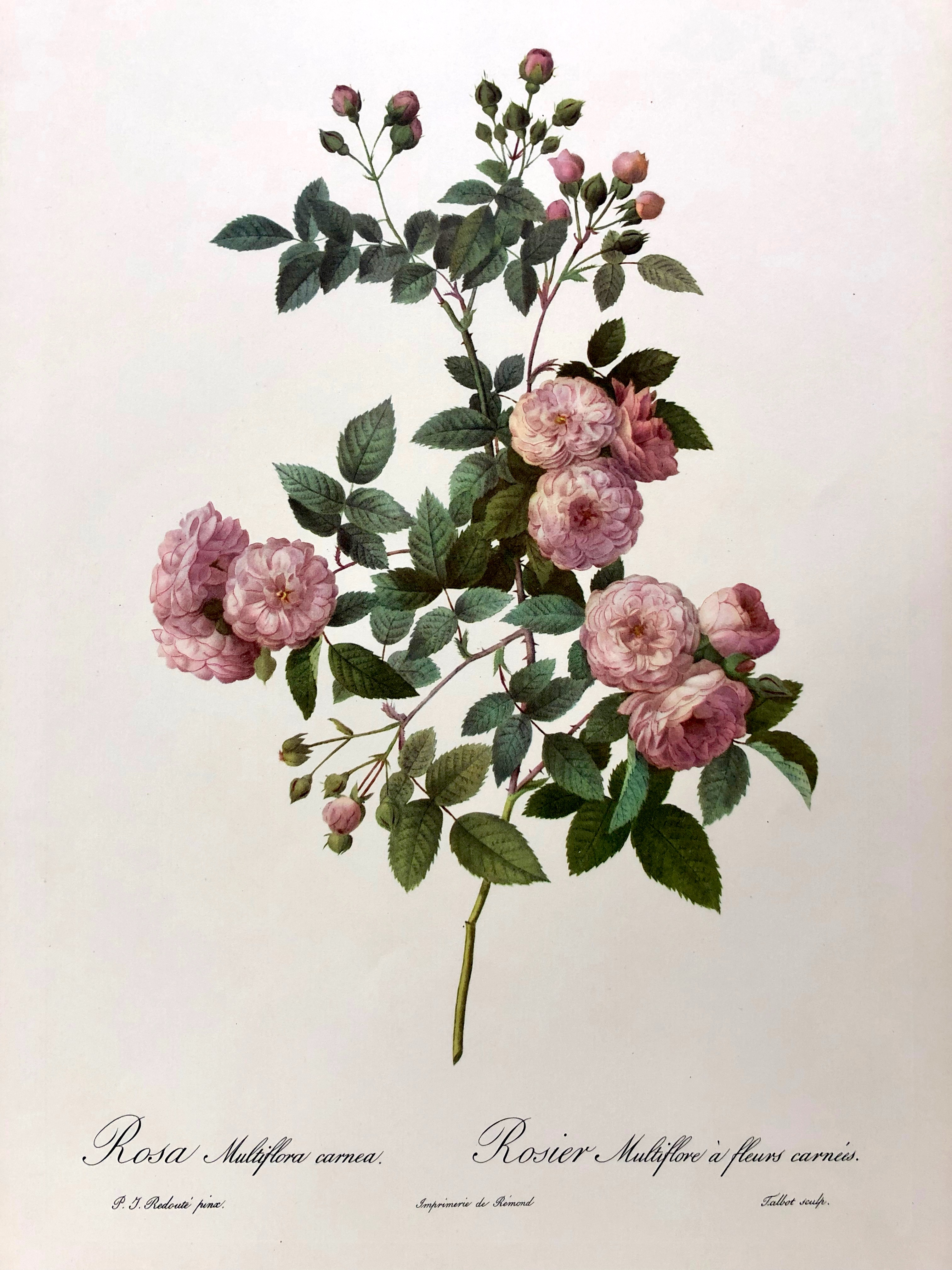
Illustration botanique de Rosa multiflora par l'aquarelliste Pierre-Joseph Redouté.

L'illustration botanique est une discipline artistique de la botanique qui consiste à représenter la forme, la couleur et les détails des espèces de plantes, souvent en aquarelle sur une planche botanique, mais parfois aussi en pastel ou en gravure. Cette représentation botanique a un but pédagogique et scientifique, à la différence de l'art en botanique qui répond à des critères de beauté et d’esthétique, aussi est-elle souvent imprimée avec une description botanique dans un livre ou un magazine de botanique. La création de ces illustrations nécessite une compréhension de la morphologie végétale et l'accès aux échantillons et références.
C'est un sous-ensemble de l'illustration naturaliste.

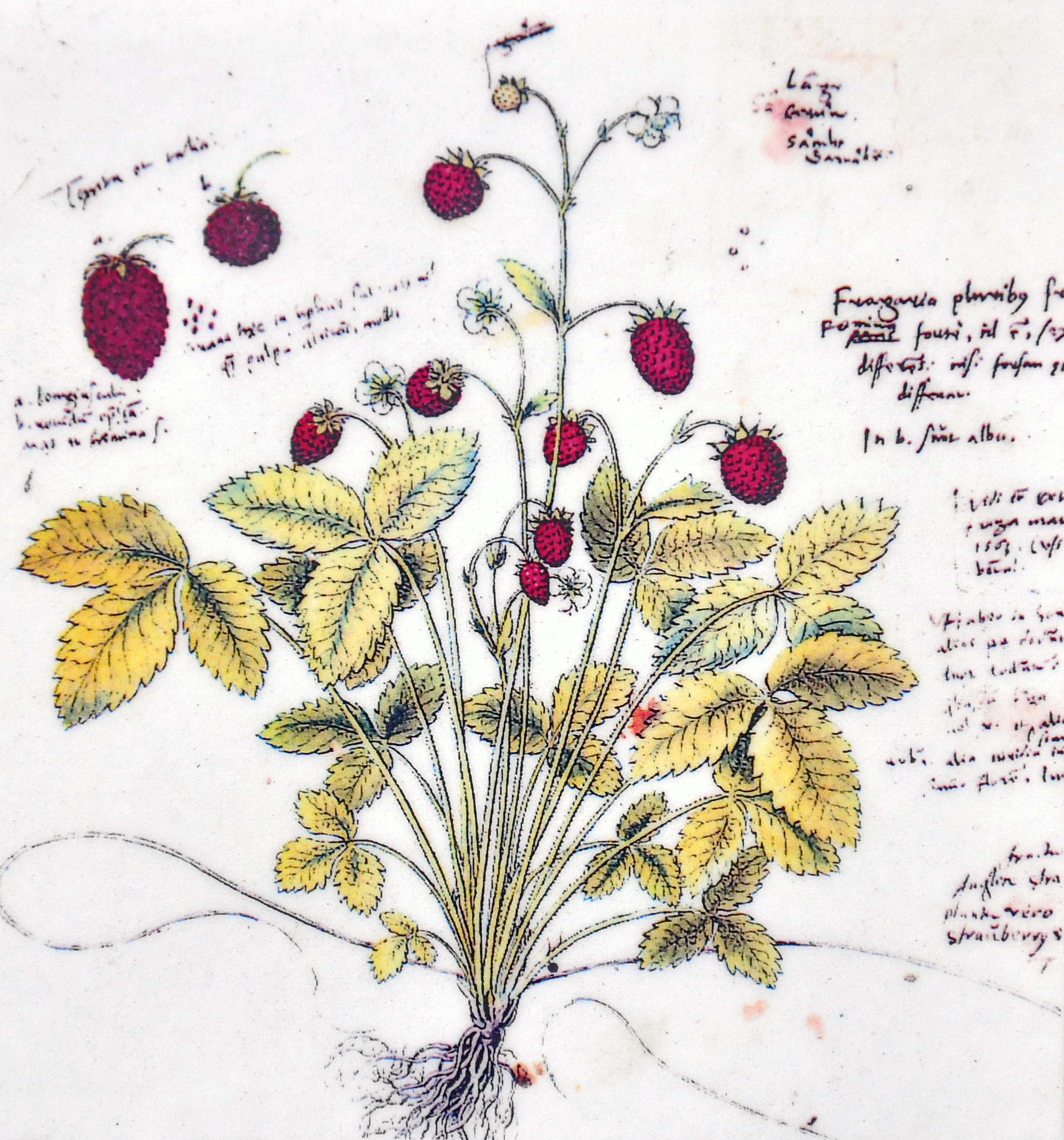
Esquisse de Conrad Gesner, « Fraisier des bois », Conradi Gesneri Historia plantarum, vers 1555-1565.

## Histoire
Les premiers herbiers de plantes médicinales et les pharmacopées sont illustrés des plantes qu'ils décrivent afin de faciliter leur identification. Les plus anciennes illustrations botaniques connues sont celles d'un exemplaire manuscrit du VIe siècle de De materia medica de Dioscoride, aujourd'hui conservé à l'Österreichische Nationalbibliothek de Vienne (Codex Vindobonensis dit aussi Constantinopolitanus).
La planche botanique médiévale est une forme picturale qui a pour objectif premier de transcrire de manière purement scientifique et objective la plante dont tous les stades du développement du végétal sont dans l'idéal représentés sur la même illustration. Elle se répand avec l’imprimerie, puis trouve un essor considérable lors des Grandes découvertes qui rapportent de nombreuses espèces exotiques.
Le développement de la photographie a pour conséquence que beaucoup d'illustrateurs botaniques se sont tournés vers l'art en botanique, mais il faut encore avoir recours à ce volet particulier de l’illustration botanique qu’est le dessin scientifique qui apporte des détails de la plante sous différents plans que ne peut donner la photographie. Ainsi les illustrateurs comme Matilda Smith ou Celia Rosser (en) sont encore reconnus pour leur apport scientifique.

### DuXVeauXVIIesiècle
À la fin du XIVe siècle, un manuscrit illustré tel que l’Erbario Carrarese (British Library, Londres, Egerton Ms.2020), révèle l’importance accrue accordée à l’observation des plantes. Il s’agit d’une traduction en italien (réalisée en Vénétie entre 1390 et 1404 pour Francesco II da Carrara du Carrara Herbarium (en latin), un traité de médicine écrit à l’origine en arabe par Sérapion le jeune à la fin du XIIe siècle, le Livre des médicaments simples.
Andrea Amadio (né à Venise, mort après 1450) était un miniaturiste italien connu pour avoir illustré entre 1415 et 1449 le Livre des Simples (connu sous le nom de codex Rinio, d'après son deuxième propriétaire, Benedetto Rinio), écrit par le médecin Niccolò Roccabonella de Conegliano.
Le Livre d'heures (deux volumes), dit du Maître-aux-fleurs, sur parchemin présente de très nombreuses fleurs identifiables dans ses larges marges. Jean Bourdichon (1456-1521), peintre et enlumineur de la cour de France, représenta de manière plutôt réaliste, dans les marges des Grandes Heures d'Anne de Bretagne, 337 plantes du jardin de la reine, légendées en latin et en français.
La botanique fit de grands progrès à partir de la fin du XVe siècle. Des herbiers artificiels furent imprimés dès 1475 ; en 1485 parut en Allemagne De Gart der Gesundheit de Johannes de Cuba, premier livre imprimé d'histoire naturelle. À partir de 1530 apparurent des ouvrages comportant des gravures sur bois conçues à partir de l’observation directe des plantes. C’est le cas des livres d’Otto Brunfels illustrés par Hans Weiditz (en) : Herbarum vivae eicones (1530-1536, en trois parties) et Contrafayt Kräuterbuch (1532-1537, en deux parties). 1533 vit la création de la première chaire de botanique en Europe, à Padoue. Luca Ghini (1490-1556), médecin et botaniste italien, fonda, en 1544, le jardin botanique de Pise (premier jardin botanique universitaire d’Europe) grâce à l'appui de Cosme Ier de Médicis et fit paraître son premier herbier, la même année. C’est à lui qu’on attribue l'invention de l'herbier (qu’on appelait hortus siccus, jardin séché), vers 1520 ou 1530. Son compatriote Ulisse Aldrovandi (1522-1605) assembla au milieu du XVIe siècle l'une des premières flores. Jacopo Ligozzi (1547–1627) travailla pour Ghini et Aldovrandi. Le chef-d'œuvre botanique de Pierandrea Mattioli est son Commentarii in libros sex Pedacii Dioscoridis qui paraît pour la première fois en 1544 orné de 500 gravures, et plus tard de 1200 gravures. Cet ouvrage impressionne le botaniste Gherardo Cibo (1512-1600), qui représente alors une partie des plantes figurant dans l'ouvrage de Mattioli (avec racines, fleurs et fruits) en gros plan devant un véritable paysage (souvent habité) figurant leur environnement naturel. Sur beaucoup des illustrations apparaissent aussi deux petits botanistes en train de prélever des échantillons de la plante illustrée. L'ouvrage (Pietro Andrea Mattioli, Discorsi, a herbal assembled and illustrated by Gherardo Cibo), daté de 1564-1584, est visible sur le site de la British Library. Voir Wikipedia en anglais (et en latin pour voir deux illustrations supplémentaires).
Le suisse Conrad Gessner (1516-1565) consacra une grande part de sa vie à la botanique. Il publia deux ouvrages en 1541 et 1542, le reste de ses écrits botaniques attendant le milieu du XVIIIe siècle pour être publié. Les gravures sur bois qui les illustraient furent souvent réutilisées, elles représentent les plantes avec leurs racines, fleurs et graines. Selon Christine Velut, "les spécialistes s’accordent pour attribuer au De Hortis Germaniae Liber de Konrad Gesner… paru en 1561, la première planche illustrée de tulipes".
Les Grandes découvertes et l’arrivée en Europe de plantes (et autres merveilles naturelles) inconnues suscitèrent un énorme intérêt pour la nature qui amena à l’accumulation de spécimens (dans des cabinets de curiosité et des jardins botaniques), puis à leur classification, à la création de catalogues, puis d’ouvrages botaniques, et donc à l’apparition de l’illustration scientifique. La passion pour l’horticulture créa un marché pour les natures mortes de fleurs (peintes à des fins esthétiques), et pour les miniatures, à l’approche plus scientifique.
Le Libellus de medicinalibus indorum herbis est un manuscrit aztèque décrivant les propriétés médicinales de diverses plantes utilisées par les Aztèques. Il indique le nom nahuatl des plantes, et en comporte une illustration. Le Codex de Florence, encyclopédie du monde aztèque datant du milieu du XVIe siècle, comporte un texte nahuatl, un texte espagnol et des illustrations. Le livre 11 est un traité d'histoire naturelle. Francisco Hernández dirigea une expédition scientifique en Amérique et notamment en Nouvelle-Espagne dans les années 1570. Il en ramena des milliers d'illustrations pour lesquelles il fut assisté par des artistes locaux (des tlacuilos).
Pierre Belon s'intéressa à la faune et à la botanique lors de son voyage au Levant. L'ouvrage qu'il publia en 1553 comporte quelques illustrations.
Leonhart Fuchs (1501-1566) publia De Historia stirpium commentarii insignes (1542), accompagné d’illustrations au moins aussi précises que celles de Hans Weiditz. Les dessins sont d'Albrecht Meyer (en) et les gravures de Veit Rudolph Speckle. Fuchs inclut des plantes ornementales et des plantes rapportées des Amériques, et fit illustrer d’après nature les plantes entières, racines, fleurs et fruits compris, pour permettre leur identification. Son ouvrage fut réédité de nombreuses fois, en plusieurs langues. Les gravures furent également beaucoup réutilisées. Le nom et le portrait des illustrateurs figurent dans le livre.
Le Flamand Pieter van der Borcht (1545-1611) illustra des ouvrages de botanique à partir de 1565 quand l’imprimeur anversois Christophe Plantin lui commanda des planches pour l’herbarium de Rembert Dodoens. D’autres commandes (plus de 3 000 aquarelles botaniques en tout, gravées par Arnold Nicolaï, puis Gerard van Kampen et Cornelis Muller) suivirent pour les ouvrages de Dodoens, Mathias de l'Obel et Charles de L'Écluse (élève de Guillaume Rondelet, comme Gaspard Bauhin ainsi que Rabelais. Pierre Richer de Belleval fut l'un des successeurs de Rondelet à Montpellier).
Le Florum, coronariarum odoratarumque nonnullarum herbarum historia de Dodoens (publié par Plantin, 1568) offre une description de fleurs d'ornement avec gravures montrant les plantes entières (de la fleur à la racine). Un chapitre est consacré aux tulipes.
En France, l'Historia generalis plantarum (1586) de Jacques Daléchamps est abondamment illustrée de gravures.
Charles de L'Écluse (1526-1609), médecin et botaniste flamand de langue française, créa l'un des premiers jardins botaniques d’Europe, à Leyde, et peut être considéré comme le premier mycologue au monde et le fondateur de l'horticulture, notamment de la tulipe (dont il tenait des graines d’Ogier Ghislain de Busbecq). Il est également le premier à fournir des descriptions réellement scientifiques des végétaux. Il traduisit les ouvrages de Dodoens. Rariorum plantarum historia (publié par Plantin en 1601) est un important traité de botanique et de mycologie illustré par plus de mille gravures.
Joris Hoefnagel (1542-1601), enlumineur flamand, appartient à la période de transition entre l'enluminure médiévale et la peinture de nature morte de la Renaissance. Il est connu pour ses représentations exactes de fruits, fleurs, animaux qui furent prises pour modèles par beaucoup d’autres artistes au cours des siècles suivants. On connaît aussi d’Hoefnagel des peintures d’oiseaux (notamment une illustration du dodo) peintes lorsqu’il travaillait pour la cour de l'empereur Rodolphe II, célèbre pour son cabinet de curiosités.
Son Amoris Monumentum Matri Charissimae (1589) présente un arrangement floral qui semble perçu à un instant précis, celui où papillons, chenilles et escargot se manifestèrent. L’idée fut souvent reprise.
Son Archetypa studiaque patris Georgii Hoefnagelii (publié par son fils Jacob, à Francfort, en 1592) comporte 48 gravures dues à Jacob (et peut-être Théodore de Bry ou son fils) d’après des études qui semblent faites d’après nature par Joris (dont on supposa même qu’il avait utilisé un microscope).
Théodore de Bry (1528-98), dessinateur et graveur, publia en 1612 son Florilegium novum composé de 116 planches représentant, comme le souligne le titre complet, fleurs et plantes, avec leurs racines et oignons, gravés d'après nature. Il semblerait que certaines planches, au moins, aient été empruntées à Pierre Vallet (vers 1575-1657), graveur et brodeur des rois Henri IV et Louis XIII, qui publia, lui, deux florilèges : Le Jardin du roy tres chrestien Henri IV (1608) et Le Jardin du roy tres chrestien Loys XIII (1623).
Emanuel Sweerts (1552-1612), collectionneur de tulipes, publia un autre florilège : Florilège d'Emanuel Sweerts de Zevenbergen habitant Amsterdam […] où sont présentées des fleurs variées et d'autres plantes, en deux parties, dessiné d'après nature et rendu en quatre langues (latin, allemand, français et néerlandais). La première partie est consacrée à 67 plantes à bulbes (32 variétés de tulipes), et la seconde à 43 plantes vivaces. Chaque planche (toutes sont empruntées au Florilegium de de Bry) est numérotée et renvoie à un index où figure son nom. L'édition de 1612 comporte une préface où l'auteur donne les deux adresses où les tulipes peuvent s'acheter, à Francfort et à Amsterdam.
Hortus Eystettensis (1613) est un « livre de cabinet » et, plus précisément, un florilège : il offre des gravures des plantes figurant dans le jardin que le prince-évêque d'Eichstätt, Johann Konrad von Gemmingen fit créer par le botaniste Basilius Besler. Les 367 gravures, dues pour la plupart à Wolfgang Kilian, pouvaient être peintes ou non.
Crispin de Passe l'Ancien (1564-1637) et surtout (ou seulement) son fils Crispin II de Passe (vers 1597-1670, il travailla à Paris) publièrent leur Hortus Floridus à Utrecht, à partir de 1614. Il s’agit d’un florilège gravé de plus de cent plantes peu communes ou rares représentées de manière précise, et classées selon leur saison de floraison. Les premières planches représentent deux vues d'un jardin hollandais.
En 1616 fut publié Jardin d'hyver, ou Cabinet des fleurs, contenant en XXVI élégies les plus rares et signalez fleurons des plus fleurissans parterres. Illustré d'excellentes figures représentantes au naturel les plus belles fleurs des jardins domestiques (en particulier anémones et tulipes), Par Jean Franeau. Cet ouvrage était doté d’un index initial et de gravures dues à Antoine Serrurier. Les fleurs les plus prisées par les « fleuristes » (amateurs de jardins) sont présentées dans l’ordre des saisons, en commençant par le printemps. (On appelait hortus hyemale ou hiemale (« jardin d'hiver »), ou hortus siccus (« jardin sec ») les herbiers, qui ne prirent ce nom qu'au XVIIIe siècle.)
En 1631 commença la grande époque des vélins du roi (voir ci-dessous).
C’est au même moment que l’idée du jardin d’agrément, née en Italie, fut reprise en France lors de la grande période de construction des hôtels particuliers, principalement à Paris, dès le début du XVIIe siècle. Les hôtels étaient souvent édifiés entre une cour (côté rue) et un jardin d’agrément sur lequel donnaient les appartements privés. L’hôtel Lambert, bâti en 1640, fut pourvu d’un jardin en terrasse. Les folies comme la Folie-Rambouillet (construite de 1633 à 1635) étaient pourvues de vastes « jardins de plaisir » auxquels André Mollet (vers 1600-1665) consacra un ouvrage : Le Jardin de plaisir, contenant plusieurs desseins de jardinage, 1651. Il y traite des arbres (y compris fruitiers et plantes d'orangerie), du « jardin de cuisine », du jardin « à fleurs » et des « ornements du jardin de plaisir » (disposition générale, grottes, fontaines, statues, perspectives). Suivent quelques « dessins » (plans de jardins, motifs des broderies etc.). L'hôtel d'Évreux fut pourvu d’un jardin d’agrément en 1722.
Nicolas Guillaume de La Fleur (1608-1663, selon le site du British Museum), graveur, peintre et dessinateur lorrain, est connu pour avoir gravé des planches florales à Rome en 1638-39 (publiées par Frederick de Wit à Amsterdam en 1650-1706), et avoir travaillé à Paris (vers 1644).
Balthasar Moncornet (159.-1668), tapissier, peintre, graveur, éditeur et marchand d’estampes, arrivé à Paris en 1602, installé « 1 rue St Jacques à la belle croix, vis a vis St Yves ». Sa femme Marguerite (née Van der Mael) reprit l’affaire après sa mort, jusqu’en 1691. Il publia notamment des ouvrages destinés aux ornemanistes, dont Livre nouveau de fleurs très util pour l'art d'orfèvrerie et autres (Paris, 1645).
Un livre créé en 1634 pour Nicolaes Tulp et consacré aux tulipes comporte plus de cent pages peintes de tulipes (avec des insectes et des coquilles) par Jacob Marrel.
La tulipomanie se poursuivit au-delà de l’effondrement des cours en 1637. Jean Le Clerc (15..-163., libraire, éditeur et graveur, publia son Livre de fleurs où sont représentées toutes sortes de tulippes, à Paris, en 1650. Charles de La Chesnée-Monstereul lui emboîta le pas avec un livre entièrement consacré aux tulipes, Le Floriste françois, traitant de l'origine des tulipes, de l'ordre qu'on doit observer pour les cultiver et les planter… avec un catalogue des noms des tulipes publié par Éléazar Mangeant (fils de l’éditeur de musique Jacques Mangeant), à Caen, en 1654. Et en 1678, il publia chez Charles de Sercy (1623-1700? Imprimeur et libraire parisien) un Traité des tulipes, avec la manière de les bien cultiver, leurs noms, leurs couleurs et leur beauté.
Le peintre Johann Walter (1604-1676) fit la connaissance de Jean de Nassau-Idstein (1603-77) lorsque celui-ci s’exila à Strasbourg. De retour dans ses terres d’Idstein vers 1646, le Comte se constitua un important cabinet de curiosités, se fit créer un jardin, et invita Walter à le peindre : Le florilège dit de Nassau-Idstein, peint entre 1654 et 1672, comporte 42 miniatures sur vélin de fleurs (connues ou exotiques) et fruits, et des vues du jardin montrant des parterres en forme de fruits. Il est par ailleurs le grand-oncle du peintre François Walter (1755-1830), auteur d'un Herbier du Bas-Rhin (1795).
L’approche est beaucoup plus scientifique de la part de Denis Dodart (1634-1707) qui dirigea de 1670 à 1694 les études de l'Académie royale des Sciences, aboutissant en 1676 à la publication de Mémoires pour servir à l'histoire des plantes, qui proposait d’établir un catalogue (illustré) exhaustif des espèces végétales. (Il faut rappeler que Robert Hooke publia Micrographia, illustré de gravures réalisées à l'aide d'un microscope, en 1665).
On retrouve le même souci scientifique chez Charles Plumier (1646-1704), botaniste et dessinateur, qui fit quatre voyages en Amérique (le premier en 1689), rapporta un herbier (perdu) et de nombreux dessins : Description des plantes de l'Amérique fut publié par le deuxième voyage (1693), et Nova plantarum americanarum genera (1703) après le troisième. Ces ouvrages comportent des planches montrant fleurs et fruits à différents stades de développement.
C'est à la flore chinoise qu'est consacré Flora Sinensis, ouvrage écrit et illustré par le missionnaire jésuite Michał Boym (Vienne, 1656).
Joseph Pitton de Tournefort (1656-1708) publia en 1694 son premier ouvrage, Éléments de botanique ou méthode pour connaître les plantes. Il précise dans son avertissement que « la méthode suivie est fondée sur la structure des fleurs et des fruits. On ne saurait s'en écarter sans se jeter dans d'étranges embarras… ». L'ouvrage est illustré de 451 excellentes planches de Claude Aubriet et obtint immédiatement un énorme succès, il le traduisit lui-même en latin sous le titre Institutiones rei herbariae pour qu'il puisse être lu dans toute l'Europe.
Le premier livre d'Anna Maria Sibylla Merian, Neues Blumenbuch (Nouveau livre de fleurs) parut en 1675, suivi notamment par Metamorphosis insectorum Surinamensium (première version en 1705) qui montrait les chenilles et les plantes auxquelles elles sont attachées. Ses filles, Rachel Ruysch et Dorothea Maria Graff furent aussi peintres de fleurs.
À la fin du XVIIe siècle apparurent les premiers manuels pour peintres amateurs : Claude Boutet publia en 1679 École de la mignature : Dans laquelle on peut aisément apprendre à peindre sans maître. Une section du livre (chapitre 88 et suivants) est consacrée à la peinture de fleurs. L’idée du manuel fut reprise par une ancienne élève de Nicolas Robert, Catherine Perrot, receuë Academiste par Messieurs de l'Academie Royale de la Peinture et Sculpture : Les Leçons Royales ou la manière de Peindre en Mignature les Fleurs et les Oyseaux, par l'explication des Livres de Fleurs et d'Oyseaux de feu Nicolas Robert Fleuriste Composées par Damoiselle Catherine Perrot, Peintre Académiste, femme de M' C. Horry Notaire Apostolique de l'Archevesché de Paris (1686, nouvelle édition en 1693) recommandent l’imitation des œuvres de Robert plus que celles de Baptiste de la Fleur (Préface et Chapitre I).

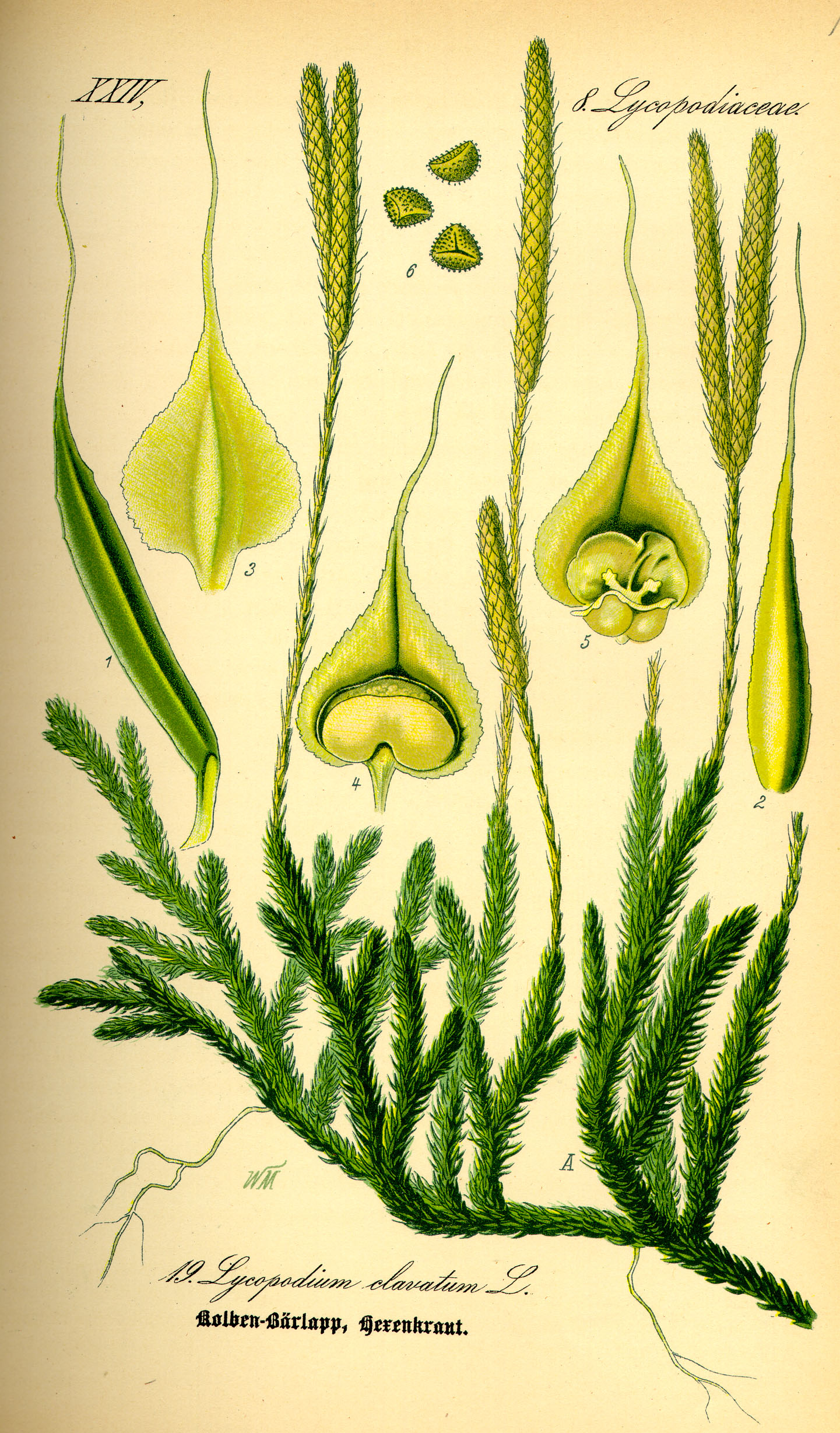
Illustration de Lycopodium clavatum

### DuXVIIIeauXIXesiècle
- Johann Wilhelm Weinmann (de) (1683-1741), Phytanthoza Iconographia, avec des gravures en manière noire en couleurs de Bartholomäus Seuter (1678-1754), Johann Elias Ridinger (1698–1767) et Johann Jakob Haid (1704–1767) (qui illustra aussi le Plantae selectae de Christoph Jakob Trew, avec le botaniste Georg Dionysius Ehret, 1750).
- Mark Catesby 1680-1749, protégé de Hans Sloane : Histoire naturelle de la Caroline, de la Floride et des îles Bahamas, Londres, 1747 avec des gravures en couleurs d’après ses dessins.
- John Sebastian Miller, Allemand actif à Londres  1715-1790.
- Sydenham Teast Edwards 1768-1819 collabora au Curtis's Botanical Magazine à partir de 1788.
- Le Florilège de Banks est une collection de gravures sur cuivre de plantes recueillies par Joseph Banks et Daniel Solander alors qu'ils accompagnaient le capitaine James Cook dans son voyage autour du monde de 1768 à 1771.
- Charles Louis L'Héritier de Brutelle (1746- 1800) : les premiers volumes de Stirpes Novae (Plantes Nouvelles) parurent à Paris en 1784-85. Toutes les nouvelles espèces étaient illustrées en pleine page. À partir du deuxième volume, les planches furent dessinées par Pierre-Joseph Redouté qui se fit ainsi connaître.
- Pierre Jean François Turpin (1775-1840) rencontra le botaniste Pierre-Antoine Poiteau (1766-1854) en 1794, et collabora avec lui tout au long de sa carrière. Grâce à Poiteau, il apprit la botanique et réalisa de nombreux dessins qui devinrent la base d’études plus approfondies à leur retour en France. Ils décrivirent environ 800 espèces de plantes de la flore haïtienne et publièrent : Flore parisienne contenant la description des plantes qui croissent naturellement aux environs de Paris, Paris, 1813 ; Leçons de flore, 1819-1820.
- Charles Alexandre Lesueur (1778-1846) participa à l'expédition Baudin (1800-1803) en Australie en tant que dessinateur, et termina sa vie comme conservateur du Muséum d'histoire naturelle du Havre.
- Le peintre Michel Garnier participa, lui aussi, à l'expédition Baudin vers les terres australes, qu'il quitta dès 1801 : il en rapporta de nombreux tableaux de fleurs et fruits de l’île de France et de l’île Bourbon plus tard achetés par le Museum d'Histoire naturelle.
- Flore des serres et des jardins de l'Europe, ou Descriptions et figures des plantes les plus rares et les plus méritantes, nouvellement introduites sur le continent et en Angleterre, ouvrage collectif (Charles Lemaire, etc) 1853
- Ferdinand Bauer 1760-1826 : illustrateur de Flora Graeca (en), 1806-1840  et Illustrationes Florae Novae Hollandiae (en), 1813.
- Anne Pratt (1806-1893).
- Quand Eugène Delacroix peint des tableaux de fleurs en 1848-49, il regrette « l’étude des détails poussée à un très haut point [par certains peintres] » et prend le parti, quant à lui, de « subordonn[er] les détails à l’ensemble » et d'« essay[er] de faire des morceaux de nature comme ils se présentent dans des jardins, seulement en réunissant dans le même cadre et d'une manière un peu probable la plus grande variété possible de fleurs »[16].

### De la fin du XIXe au début du XXe siècle
- L'illustrateur et décorateur Henri Bergé réalise entre 1895 et le milieu des années 1930 des centaines de planches aquarellées, formant ainsi un ensemble documentaire aujourd'hui désigné sous le titre d'Encyclopédie florale[17]. Il s'agit majoritairement de planches botaniques mais le fonds compte également quelques paysages, coquillages, reptiles et animaux. Henri Bergé peint ces planches dans le cadre de son emploi au sein de la verrerie industrielle artistique Daum. Elles constituent des modèles que les ouvriers d'art de l'entreprise apprennent à imiter et dont ils s'inspirent. L'importance de la botanique dans son œuvre est à lier à l'importance de l'École de Nancy dont Henri Bergé se réclame.

Exemples de planches aquarellées botaniques composant l'<nowiki/>Encyclopédie florale par Henri Bergé, Musée de l'École de Nancy
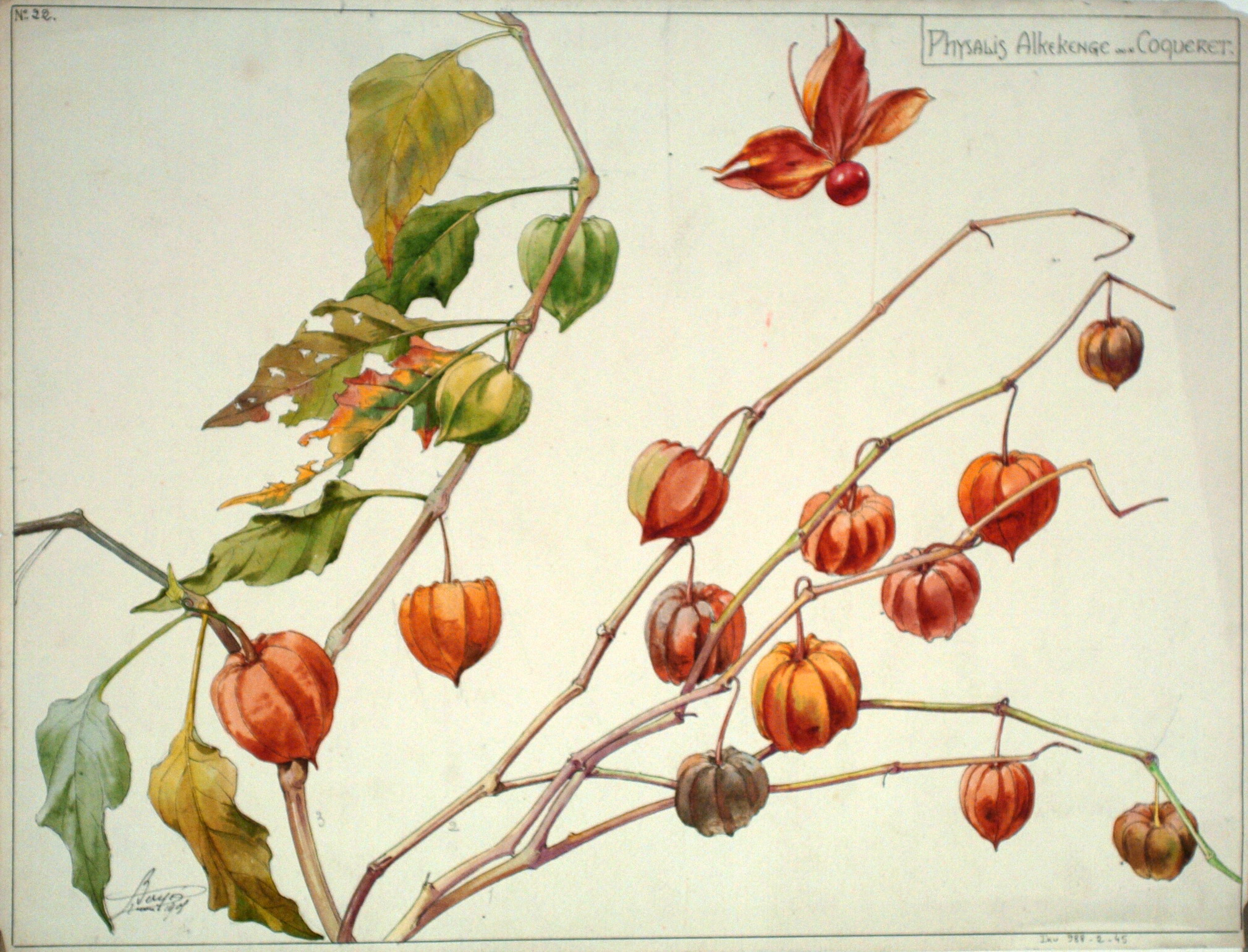
Étude de physalis alkekenge ou coqueret.
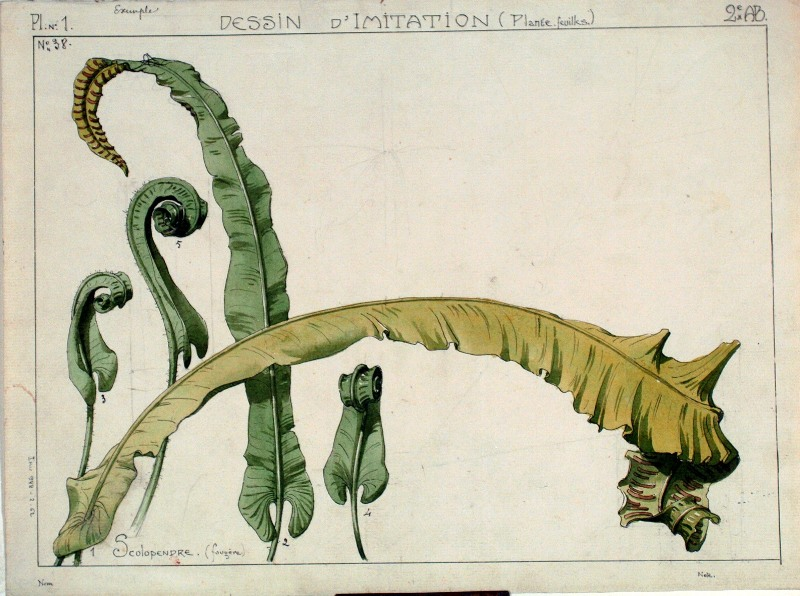
Étude de fougère scolopendre.
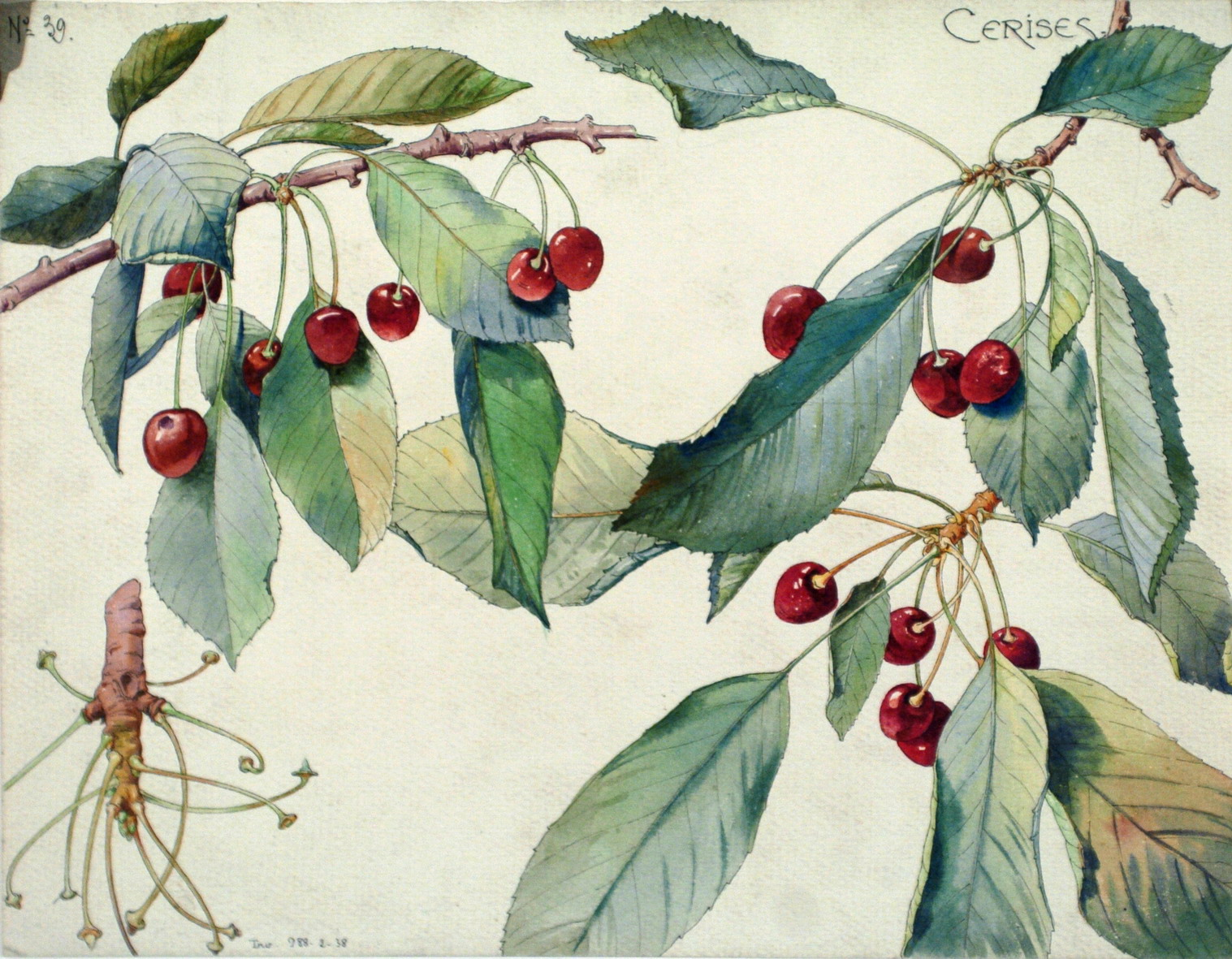
Étude de cerises.
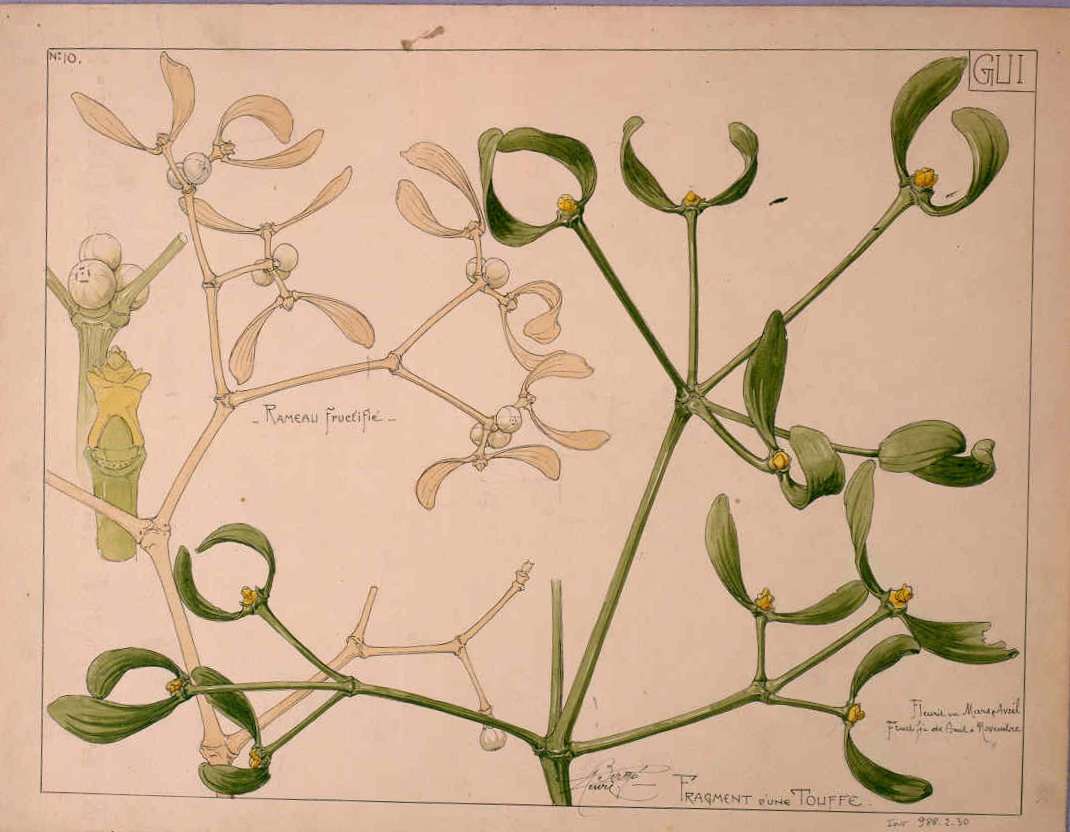
Etude de gui.
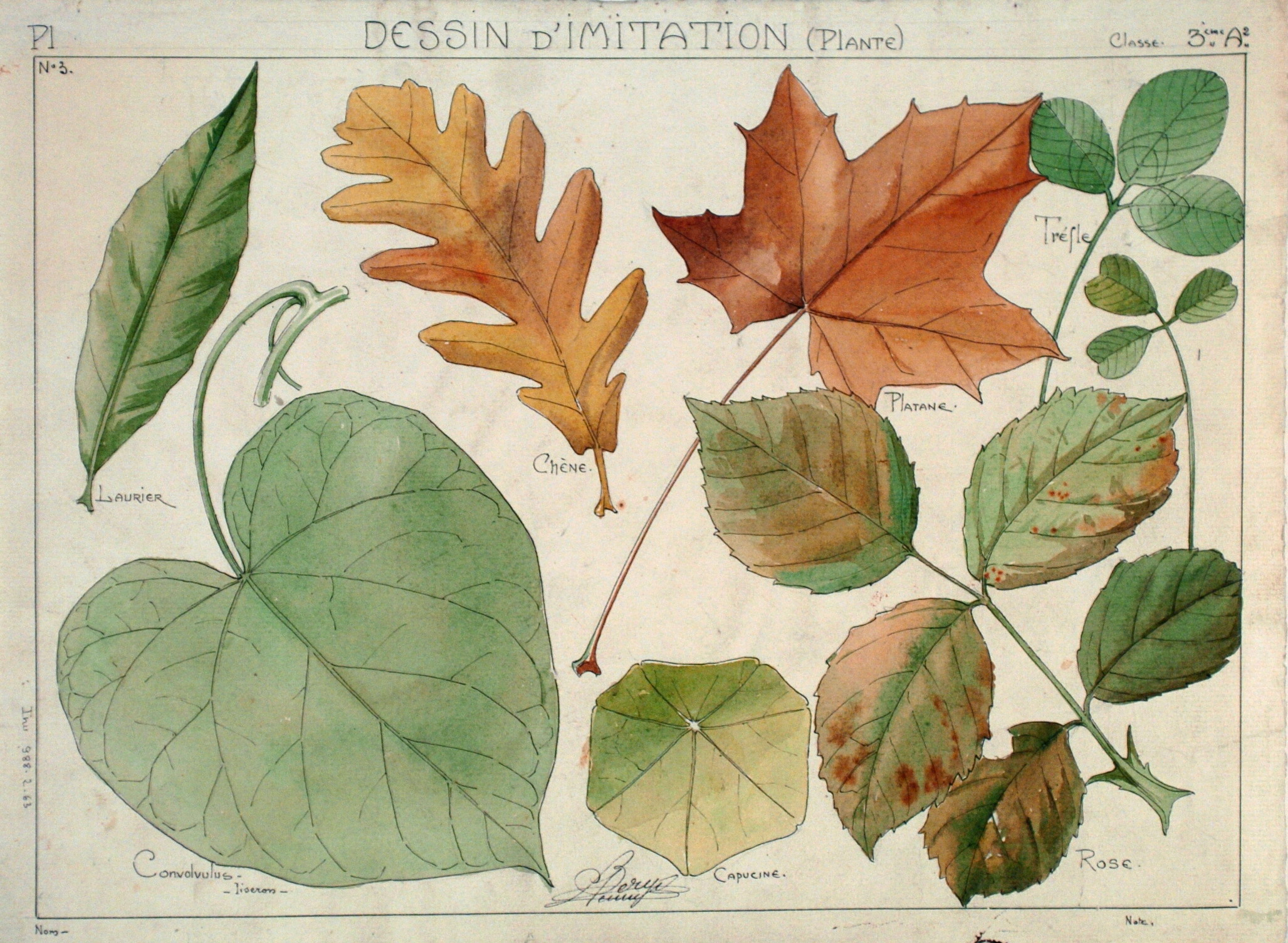
Étude de feuilles diverses.

### Les vélins du Muséum
Le Muséum national d'histoire naturelle possède environ 7 000 vélins botaniques et zoologiques.
La bibliothèque du Muséum possède, selon Ernest-Théodore Hamy, un Recueil de fleurs peintes par Jean Le Roy de la Boissière, 1610, composé de 44 vélins enluminés à l’aquarelle, 39 cm × 29 cm ; référence Ms 2224) acquis en 1888 pour le Muséum par Joseph Deniker. Ces pages sont « ornées tantôt sur une seule face, et tantôt au recto et au verso à la fois, de très fines peintures qui représentent des fleurs, des insectes, etc. » (Hamy). Le Roy consacre notamment une vingtaine de pages aux tulipes (y compris plusieurs tulipes champêtres), présente quelques fruits (dont des tomates et piments rouges), et dispose çà et là des insectes et escargots.
Un vélin (plus petit : 31,1 par 20,2) représentant un iris fait à Poitiers (où vivait Le Roy) en 1608 par un Van Kuyk, élève de van Kessel figure au Cleveland Art Museum qui le présente comme extrait d’un florilège commandé par Le Roy en 1608 et illustré par plusieurs artistes, y compris, peut-être, lui-même. Hamy rappelle que le talent de Le Roy fut célébré par le poète et apothicaire Paul Contant, qui parle :
Du Sieur de la Boissière, Architas Poitevin, / Timanthe sans égal, dont la dextre savante, / fait tout ce que nature à notre œil représente. (Jardin poétique, p. 83)
Dans le même article, Hamy mentionne Daniel Rabel (Paris, v1578-1637), peintre, graveur, miniaturiste et botaniste. À partir de 1618, Rabel peignit sa Suite de fleurs (1624, désignée sur Gallica comme un Recueil de fleurs et d'insectes dessinés et peints sur vélin, en miniature). Le volume comporte cent feuillets de vélin, 239 images peintes de plantes (tulipes surtout, mais aussi anémones et narcisses, et le yucca), 32 d’insectes. L’ouvrage est entré dans les collections royales en 1783.
En 1622 parut Theatrum florae In quo ex toto orbe selecti mirabiles venustiores ac praecipui flores tanquam ab ipsus deae sinu proferuntur : 69 planches gravées de fleurs et d'insectes. Certaines planches pouvaient être enluminées. Le même recueil est, selon Hamy, représenté au public en 1627, attribué à Pierre Firens (graveur et brodeur du roi), puis en 1633 à Pierre Mariette. Quoique la parution de la Suite soit postérieure, il semble que les gravures soient basées sur les miniatures.
Il semblerait que le Muséum conserve en outre six vélins datés de 1631 et 1632 qui pourraient être de Daniel Rabel (Tulipe panachée flamboyante et Colombine de Chartres, etc).
Le peintre-miniaturiste Nicolas Robert (1614-1685) travailla pour Gaston d’Orléans à partir de 1631, après que les miniatures qu’il peignit pour la célèbre Guirlande de Julie (1641) l’eurent rendu célèbre. Le Prince, qui avait sans doute employé Rabel, le prit à son service pour exécuter des miniatures sur vélin d’après les plantes cultivées au Jardin du Luxembourg, puis au jardin du château de Blois qui abritait également une volière. Gaston d’Orléans mourut en 1660, léguant ses collections (cabinet de curiosités, médailles, antiques, vélins) à Louis XIV, que Colbert encouragea à poursuivre la confection de ce qui devint la collection des vélins du roi. Nicolas Robert obtint en 1664 un charge nouvelle, celle de « peintre ordinaire du Roy pour la miniature ». Il utilisa dès lors comme modèles les plantes que lui indiquaient les naturalistes du Jardin du roi (créé en 1626) et les oiseaux de la Ménagerie royale de Versailles (Ses successeurs se rendirent à la ménagerie du Museum quand elle fut créée, en 1794). On lui doit plus de 700 miniatures sur vélin, dont près de 500 ont pour sujet des plantes. Les vélins sont conservés par le Muséum, et les imprimés par la BNF (dont un Recueil de plantes et de fleurs dessinnées [sic] à la sanguine). Il participa aussi aux Mémoires pour servir à l'histoire des plantes (avec Abraham Bosse pour la gravure). À sa mort, il fut remplacé par Louis de Châtillon (1639-1734) qui, en dehors de son œuvre artistique, fut dessinateur pour l’Académie des sciences. Il collabora notamment avec plusieurs médecins, et, pour la botanique, avec Guy de La Brosse, Dodart et Robert. Jean-Baptiste Massé fut son élève.
Jacques Bailly (1629-79) fut l’élève et assistant de Robert pour la miniature et la gravure.
Le successeur de Robert au poste de miniaturiste fut Jean Joubert (1643–1707), qui se fit assister par Claude Aubriet (1665-1742), qui lui succéda. Auparavant, Aubriet avait accompagné Joseph Pitton de Tournefort (1656-1708) au Moyen-Orient ; il fit notamment les dessins de ses Éléments de botanique, 1694 (et la nouvelle édition enrichie, Institutiones rei herbariae, 1700). Il fournit les illustrations pour l’édition de 1727 du Botanicon parisiense (1723) de Sébastien Vaillant.
Madeleine Françoise Basseporte (1701–1780) fut l’élève d’Aubriet, qu’elle remplaça en 1743. Elle enseigna la miniature florale aux filles de Louis XV. Parmi ses élèves figurent Marie Catherine Biheron et Pierre-Joseph Redouté, qui fut aussi l’élève de Gérard van Spaendonck (1746-1822) qui, né aux Pays-Bas et arrivé à Paris en 1769, devint, en 1774, miniaturiste à la cour de Louis XVI, puis successeur de Basseporte en 1780. Il enrichit la collection des vélins du roi de plus de cinquante pièces. Il obtint en 1793 la chaire d'iconographie naturelle au Muséum national d'histoire naturelle nouvellement créé : il devait former les peintres miniaturistes, désormais spécialisés en botanique ou en zoologie et recrutés par concours ; leurs œuvres avaient désormais une visée expressément scientifique. On lui doit en outre Fleurs Dessinees d'apres Nature (1801), 24 planches gravées par Charles Ruotte destinées aux élèves peintres. Il illustra également les Annales du Muséum National d'Histoire Naturelle (20 volumes, de 1802 à 1813). Il fut, par ailleurs, peintre de natures mortes de fleurs.
Ses étudiants furent, naturellement, nombreux : Pierre-Antoine Poiteau, Jean Henri Jaume Saint-Hilaire, Antoine Chazal, (en) Henriëtte Geertruida Knip, Jan Frans van Dael, Piat Sauvage, Charlotte Eustache Sophie de Fuligny-Damas, et plus particulièrement Pancrace Bessa et les Frères Redouté.
Pierre-Joseph Redouté (1759-1840), surnommé « le Raphaël des fleurs », fut peintre de Marie-Antoinette, travailla au Museum, partit à Kew, revint dessiner pour l'Académie des Sciences, fut le peintre de Joséphine de Beauharnais, puis donna des cours de dessin au Muséum. On lui doit un très grand nombre d’œuvres de première qualité. On peut signaler un catalogue de fleurs, Description des plantes nouvelles et peu connues, cultivées dans le jardin de J. M. Cels. Avec figures montrant des plantes exotiques cultivées par l’horticulteur Cels. L’auteur est le botaniste Etienne Pierre Ventenat. L’une des élèves de P-J Redouté fut (en) Henriette Vincent. Dans l'avant-propos de Les Roses, Redouté parcourt rapidement l'histoire de l'illustration botanique depuis l'Antiquité. Il se concentre ensuite sur l'histoire de la représentation des roses. 
Henri-Joseph Redouté (1766-1852) fut peintre au Museum, puis participa à la Commission des sciences et des arts lors de l'Expédition d'Egypte, en compagnie de botanistes comme Coquebert de Monbret, Nectoux et Raffeneau-Delile – ce dernier étant responsable des planches de botanique dans la Description de l'Egypte, illustrées par des gravures tirées des aquarelles sur papier bristol de Redouté.
Pancrace Bessa (1772-1846) succéda à Henri Redouté dans la fonction de peintre du Muséum d'histoire naturelle en 1823. Ange-Louis-Guillaume Le Sourd de Beauregard (Paris 17 avril 1800, mort en 1886), élève de van Spaendonck, peintre fleuriste, devint à son tour professeur d'iconographie en 1841. On peut encore citer (en) Adèle Riché (1791-1878) ; Jean Saturnin Abeille de Fontaine (né à Paris en 1781) ; Édouard Maubert (1806-1879), spécialisé dans l’illustration botanique et horticole ; Alfred Riocreux (1820-1912), attaché à la Manufacture de Sèvres, il dessina pour Gustave-Adolphe Thuret, algologue, qu’il accompagna à Cherbourg (vers les années 1844-45). Il laissa de nombreux vélins au Muséum de 1849 à 1857.
Charles-Émile Cuisin (1832-1900) fut l'élève d’Horace Lecoq de Boisbaudran : Atlas de la flore des environs de Paris par Ernest Cosson et Germain de Saint-Pierre, illustrations de Germain de Saint-Pierre, Riocreux et Cuisin ; deux flores africaines (une de Georges Révoil, l'autre d'Emile de Wildeman et Théophile Durand).
La collection des vélins ralentit vers le milieu du XIXe siècle, puis s'arrêta pour reprendre un siècle plus tard (Marie-Pierre Le Sellin est la dernière contributrice).
Voir les vélins numérisés :
http://bibliotheques.mnhn.fr/medias/form.aspx?instance=EXPLOITATION&SC=IFD_BIBNUM
Chercher "Collection des vélins du Muséum national d'histoire naturelle" sous l'onglet "Collections numérisées)

## Autres types d’illustrations botaniques

### Représentations en deux dimensions
Une exposition au Grand Palais a montré au printemps 2017 d’autres types d’illustrations botaniques :
- papiers découpés : (Philipp Otto Runge, 1777-1810). Cette discipline a été pratiquée aussi en Turquie, sous le nom de Kaat'i (voir : Efsanci Ahmed ; Mehmed Sirozi ; Osman Canbazzade),
- collages (collages en papier rehaussés d’aquarelle de Mary Delany),
- cyanotypes (Anna Atkins (1799-1871)) et autres types de photos,
- gouaches découpées (Acanthes d’Henri Matisse), 1953.

### Représentations en trois dimensions
- cires : Louis Marc Antoine Robillard d’Argentelle (1777-1828) consacra 25 années de sa vie à créer le « Carporama » du Muséum, un ensemble de 112 fruits et plantes tropicaux en cire fabriqués entre 1803 et 1826. La collection fut présentée dans les galeries de botanique du Muséum en 1829. Avant lui, André-Pierre Pinson (1746-1828) avait fabriqué des champignons en cire inspirés des gravures dues à Pierre Bulliard (1742-1793).
- papier mâché moulé comme les modèles botaniques conçus pour être utilisés dans l’enseignement par Louis Auzoux, datant des années 1870-1880, aujourd’hui conservés au Musée national de l'Éducation. Du papier mâché et des matériaux divers furent utilisés pour les Modèles Brendel.
- verre : les artistes verriers Leopold et Rudolf Blaschka reçurent, en 1886, du musée botanique de Harvard, commande de toute une collection de fleurs en verre (en).
- joaillerie : La fleur a inspiré de nombreux joailliers comme Mellerio dits Meller (Grande parure Fuchsias en pluie, vers 1830, présentée à l'exposition Redouté au musée de la Vie romantique ; ou la broche "Fleur de lilas", 1862, présentée à l'exposition "Spectaculaire Second Empire" au Musée d’Orsay en 2016-17) ou Van Cleef & Arpels dont le musée des Arts décoratifs présente un clip "Rose de Noël"[27].